# Гейдж, Мэри Леона
Мэри Леона Гейдж (англ. Mary Leona Gage; 8 апреля 1939, Лонгвью — 5 октября 2010[…], Шерман-Окс, Калифорния) — первая королева красоты из штата Мэриленд, которая стала «Мисс США» (1957 год) и, на сегодняшний день, единственная женщина этого штата, получившая корону «Мисс США». Была дисквалифицирована после того, как обнаружилось, что она была замужем и у неё есть двое детей.

## Биография
Она была ребёнком, когда её родители переехали из Лонгвью в Уичито-Фолс (штат Техас). Её мать работала на двух работах, а её отец был парализован в результате несчастного случая. Эннису было 24, когда он встретил 13-летнюю Гейдж. В 14 лет она вышла замуж за Гена Энниса, лётчика ВВС США и у них родился первый ребёнок.
Когда Гейдж забеременела и написала Эннису об этом, он не отвечал. Её друзья предложили ей выйти замуж за любого, кто на это согласится. Гейдж согласилась и вышла замуж за летчика по имени Эдвард Такер. По настоянию его матери брак был аннулирован в течение недели.
Когда Эннис вернулся в её жизнь в 1953 году, 14-летняя Мэри вышла за него замуж в Уичито-Фоллз, они переехали в Манхэттен-Бич (штат Мэриленд). Она вновь забеременела в возрасте 16 лет. Врач предложил ей устроиться на работу. Она работала в магазине одежды в Глен-Берни (Мэриленд), когда она встретила Барбару Меша, которая предложила ей работу моделью на неполный рабочий день. Барабара познакомила её с модельным агентством «Уолтерс». Гейдж захотела участвовать в конкурсе «Мисс Мэриленд», в котором победила.
Она рассказала руководителю модельного агентства, что она уже была замужем и не могла участвовать в конкурсе «Мисс США». Один из руководителей конкурса предложил ей лгать общественности.
Мэри вылетела в Лонг-Бич (штат Калифорния) на конкурс «Мисс США»...
Мэри Леона Гейдж умерла 5 октября 2010 года в Шерман-Оксе.